# William Henry Sheppard
El reverend William Henry Sheppard (1865-1927) fou un dels primers afroamericans a esdevenir missioner de l'Església Presbiteriana. Va passar 20 anys a l'Àfrica, principalment dins i al voltant de l'Estat Lliure del Congo, i és conegut pels seus esforços per publicitar les atrocitats comeses contra el Regne de Kuba i d'altres ètnies congoleses per la Force Publique del rei Leopold II de Bèlgica.
Els esforços de Sheppard van contribuir al debat contemporani sobre colonialisme europeu i imperialisme a la regió, especialment entre els membres de la comunitat afroamericana. Tanmateix, és notable el fet que normalment rebé poca atenció a la literatura sobre el tema.

## Primers anys
Sheppard va néixer a Waynesboro (Virgínia), el 8 de març de 1865, fill de William Henry Sheppard, Sr. i Fannie Frances Sheppard (nascuda Martin), una "dark mulatto" lliure, un mes abans del final de la Guerra Civil Americana. No existeix cap registre que confirmi si William Sr. tenia estatus d'esclau o d'home alliberat, però s'ha especulat que podria haver estat entre els esclaus forçats a servir la Confederació mentre les tropes de la Unió avançaven cap al Sud.
William Sr. era barber, i la família ha estat descrita com al més proper a la classe mitjana que els negres podrien haver aconseguit en aquell temps i lloc. A l'edat de dotze anys, William Jr. va esdevenir palafrener per a una família blanca a unes quantes milles, mentre continuava assistint a escola; recordava la seva estada de dos anys allà afectuosament i mantingué correspondència escrita amb la família durant molts anys. Sheppard després treballà com a cambrer per tal de poder entrar a l'Institut Hampton de nova creació, on hi ensenyaven entre d'altres Booker T. Washington en un programa que permetia els estudiants de treballar durant el dia i assistir a classes de nit. Una influència significativa sobre la seva apreciació de cultures natives fou la "Curiosity Room" ("Espai de Curiositat"), en el qual el fundador de l'escola mantenia una col·lecció d'obres d'art dels nadius de Hawaii i dels nadius americans. Més tard en la vida recolliria artefactes del Congo, específicament dels Kuba, i els portà per a aquest espai, com evidenciaven les seves cartes a casa com "era l'u de setembre de 1890 que William H. Sheppard adreçava una carta a Samuel Armstrong General, Hampton, des de Stanley Pool, a l'Àfrica, indicant que tenia molts artefactes, llances, ídols, etc., i els estava '...guardant per a l'Espai de Curiositat a Hampton'".
Després de graduar-se, Sheppard fou recomanat a l'Institut Teològic Tuscaloosa (actualment Stillman College, que dedicà la seva biblioteca en honor de Sheppard el 1959) a Alabama. Conegué Lucy Gantt prop del final del seu període allà i varen mantenir una relació, encara que no es casarien durant deu anys. Sheppard tenia el desig de predicar a l'Àfrica, però malgrat el suport del fundador de Tuscaloosa Charles Stillman, l'Església presbiteriana del sud encara no havia establert la seva missió al Congo. Fou ordenat sacerdot el 1888 i servia de pastor a una església a Atlanta, Geòrgia, però no s'adaptà bé a la vida d'un negre urbà en una àrea fortament segregada dels Estats Units del sud. Després de dos anys d'escriure a la Junta Missionera presbiteriana per l'estranger a Baltimore, Maryland demanant de començar una missió a l'Àfrica, va quedar frustrat pel fonament imprecís de les cartes de rebuig i agafà un tren cap a Baltimore per demanar-li-ho al president en persona. L'home educadament informà Sheppard que la junta no enviaria un home negre sense un supervisor blanc.
Samuel Lapsley, un home blanc frisós però inexpert procedent d'una família rica, finalment va permetre que es realitzés el viatge de Sheppard a l'Àfrica. "Ells inauguraren el principi únic d'enviar junts, amb drets eclesiàstics iguals i, tant com fos possible, en les mateixes condicions, treballadors blancs i negres".

## Missió amb Lapsley

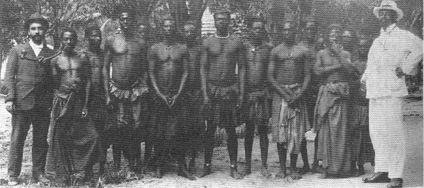
Sheppard, a la dreta

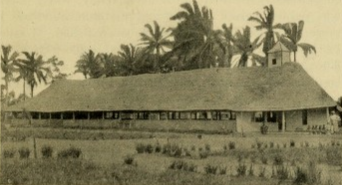
L'Església Commemorativa Lapsley, al poble d'Ibanche. Es construí després de la mort de Lapsley.

Les activitats de Sheppard i Lapsley a l'Àfrica foren permeses pel mateix home les atrocitats del qual Sheppard intentaria més tard exposar. Els dos homes viatjaren a Londres el 1890 en ruta cap al Congo; mentre eren allà, Stanley trobà el General Henry Shelton Sanford, un aliat americà de Leopold II de Bèlgica i amic d'un amic del pare de Lapsley. Sanford prometé fer "tot el que estigués a les seves mans" per ajudar-los, fins i tot arranjant una audiència amb el Rei Leopold quan Lapsley el visités a Bèlgica. Ni el secular Sanford ni el catòlic Leopold no estaven interessats en la tasca dels presbiterians; l'últim estava frisós de fer-los anar al seu territori novament adquirit, tant per començar el procés de "civilitzar" els nadius com per legitimar la seva autoritat. Els missioners eren, tanmateix, aliens als motius veritables de Leopold.
Els dos van fer camí cap a Leopoldville, i els mateixos escrits de Sheppard així com les cartes de Lapsley a casa suggereixen que Sheppard veia els nadius d'una manera marcadament diferent de la dels altres estrangers. Sheppard es considerava tan estranger com Lapsley i fins i tot adquirí el renom "Mundele N'dom", o "el negre blanc". Malgrat ser de descendència africana, Sheppard creia en molts dels estereotips del seu temps quant a l'Àfrica i els seus habitants, com la idea que els nadius africans eren salvatges o incivilitzats. Molt aviat, però, el seu punt de vista canvià, com exemplifica una entrada del seu diari:
| « | Vaig aprendre molt dels Bakuba trobar i va ser recíproc. Ells eren la raça més fina que havia vist a l'Àfrica, digna, elegant, honesta valent, amb un semblant obert somrient, molt hospitalaris. El seu coneixement del teixit, brodat, tallat en fusta i fosa era el millor de l'Àfrica equatorial. | » |

La resistència dels nadius a la conversió molestava en Lapsley més que en Sheppard, a mesura que Sheppard es veia més com a explorador que com a missioner. Mentre que Lapsley era de viatge per visitar el seu amic l'explorador i missioner George Grenfell, Sheppard va procurar familiaritzar-se amb les tècniques de cacera i la llengua dels nadius. Fins i tot ajudà a evitar una fam matant trenta-sis hipopòtams. Sheppard va emmalaltir de malària 22 cops durant els seus primers 2 anys a l'Àfrica.

## Contacte amb els Kuba
Un cop s'havia tornat versat en llengua i cultura Kuba, Sheppard va prendre un equip d'homes a la vora de territori Kuba el 1892. El seu pla original era preguntar pel camí al pròxim poble amb l'excusa de comprar-hi subministraments, però el cap del poble només permetia anar-se'n a un dels seus homes. Sheppard utilitzà tota una varietat de trucs per endinsar-se a través del regne, incloent-hi fer veure que era un explorador al qual seguien un grup de comerciants i, més famosament, menjant tants ous que els vilatans ja no li'n podien subministrar més de manera que havia de tenir accés al pròxim poble per trobar més ous. Finalment, tanmateix, es trobà llogarrets que ja no li permetrien anar més lluny. Mentre que Sheppard estava formulant un pla, el fill del rei, el príncep N'toinzide, arribà i arrestà Sheppard i els seus homes per entrar il·legalment.
El rei Kot aMweeky, en lloc d'executar en Sheppard, digué al poble que Sheppard era el seu difunt fill. El rei aMweeky declarà Sheppard "Bope Mekabe", i salvà les vides de Sheppard i els seus homes. Això era un moviment polític de part del rei; en perill de ser derrocat, fomentà interès en els desconeguts per dirigir l'atenció fora de si mateix. Durant la seva estada al poble, Sheppard recollia artefactes de la gent i finalment s'assegurà el permís per a bastir una missió presbiteriana. El rei li permeté marxar de la condició que retornés en un any. Fou incapaç de fer això durant uns quants anys, i tanmateix, no abans que Kot aMweeky hagués estat derrocat per Mishaape, el líder d'un clan rival.

## Documentació de les atrocitats belgues

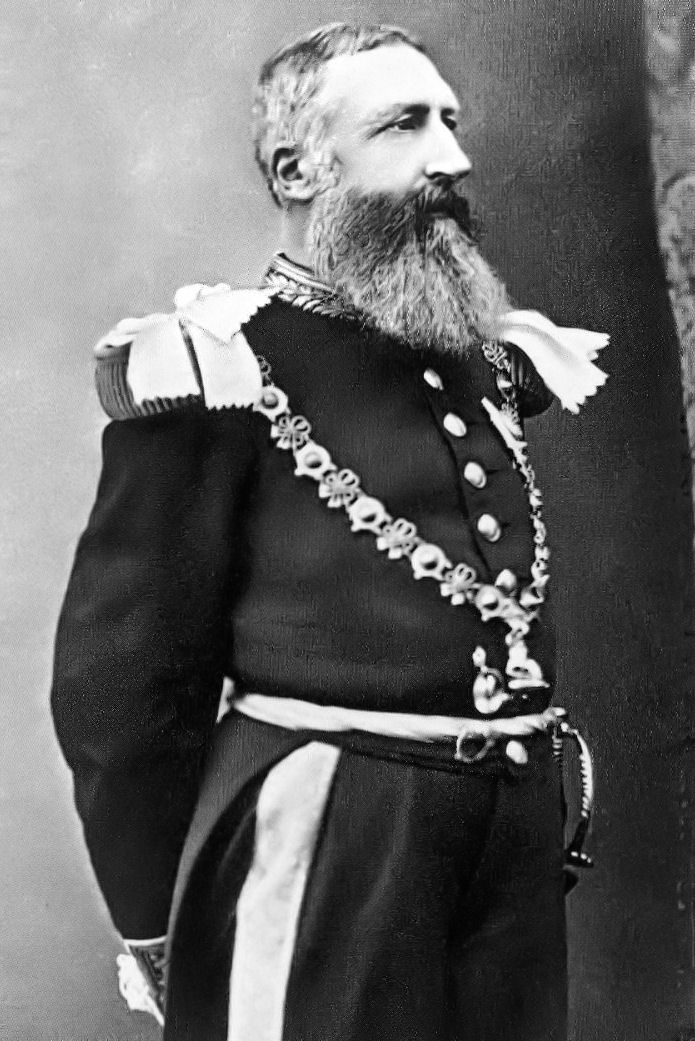
Leopold II de Bèlgica

A finals del segle xix, Leopold II de Bèlgica començà a rebre crítiques pel seu tracte dels nadius a l'Estat Lliure del Congo. Als Estats Units, la canalitzadora principal d'aquesta crítica era l'església presbiteriana. El 1891, Sheppard s'implicà amb William Morrison després de la mort de Lapsley. Comunicarien els delictes que veien, i més tard, amb l'ajut de Roger Casement, formaria la "Congo Reform Association" (CRA), una de les primeres organitzacions humanitàries del món.
El gener de 1900 el New York Times publicà un informe dels missioners presbiterians establerts a Luebo que deia que s'havien cremat catorze pobles i noranta o més habitants locals havien estat morts a la zona de Bena Kamba per guerrers de Zappo Zap enviats per recollir impostos per l'administració de l'Estat Lliure. Sheppard hi fou enviat per investigar.
Com que fou pres, aparentment, per un oficial governamental, se li mostraren obertament els cossos de moltes de les víctimes.
Sheppard veié també evidència de canibalisme.
Comptà vuitanta-una mans dretes tallades, que s'estaven assecant abans de ser mostrades als oficials estatals per acreditar què havien aconseguit els Zappo Zaps. Trobà també seixanta dones confinades en una penitenciaria.
La massacre provocà un esvalot contra Dufour i el mateix Estat Lliure del Congo.
Quan Mark Twain publicà el seu King Leopold's Soliloquy hi esmentà el nom de Sheppard i es referí a les seves notícies de la massacre.
El gener de 1908, Sheppard publicà un informe sobre els abusos colonials al butlletí de la Missió presbiteriana americana del Congo (APCM), i tant ell com Morrison foren demandats per difamació contra la Companyia de Goma de Kasai (Compagnie de Kasai), un destacat contractista de goma belga de la zona. Quan el cas va anar a judici el setembre de 1909, els dos missioners tenien el suport del CRA, American Progressives, i el seu advocat, Émile Vandervelde, un destacat socialista belga. El jutge absolgué Sheppard (Morrison havia quedat absolt abans a causa d'un tecnicisme) sobre la base que la seva editorial no havia esmentat la companyia essencial, sinó només companyies més petites. Tanmateix, és probable que el cas es decidís a favor de Sheppard com a resultat de la política internacional; els EUA, socialment en suport dels missioners, havien qüestionat la validesa del mandat del rei Leopold II per governar el Congo.
Els informes de Sheppard sovint descrivien accions fetes per l'Estat que infringien drets establerts per les nacions europees.
Molts dels casos documentats de crueltat o violència eren violació directa de l'Acta de Berlín de 1885, que donava a Leopold II el control sobre el Congo mentre ell havia de "tenir cura de fer millores de les seves condicions i benestar moral i material" i "ajudar a suprimir esclavitud. "

## Llegat

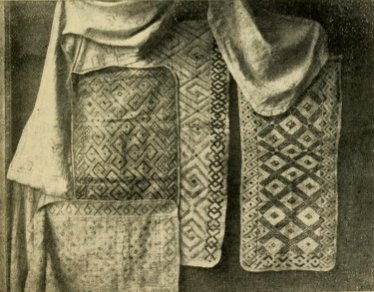
Una mostra de la roba Bakuba. Els artefactes com aquests ajudaven Sheppard a aprendre de la cultura de la societat, com ara l'èmfasi posat sobre la netedat.

Els esforços de Sheppard varen contribuir al debat contemporani sobre colonialisme europeu i imperialisme a la regió, especialment entre la comunitat afroamericana. Tanmateix, els historiadors han destacat que ha rebut tradicionalment poc reconeixement per les seves contribucions.
Durant els seus viatges, Sheppard reuní una gran col·lecció d'art Kuba, de la major part de la qual feu donació a la seva alma mater. Fou possiblement el primer afroamericà col·leccionista d'art africà. Aquesta col·lecció d'art era notable perquè "adquiria els objectes d'art a l'Àfrica, d'africans de tots els nivells socials... i en el context de la seva existència diària" i, globalment, l'art Kuba es considera "una de les més desenvolupades formes d'art visual africanes... ". La col·lecció sencera és bastant gran; des del temps de la seva arribada a Estat Lliure del Congo el 1890 fins a la seva sortida final 20 anys més tard el 1910, Sheppard estigué recollint art i artefactes de les cultures que tenia al voltant.
La col·lecció de Sheppard fou també útil per als etnòlegs de la seva època, perquè la cultura Kuba no era ben coneguda pel món exterior, ni tan sols per aquells versats en estudis africans. Per exemple, la col·lecció no té massa figures humanes tallades, ni cap figureta que pugui ser relacionada amb una divinitat d'alguna classe. Això es podria considerar com a evidència que els Kuba no tenien religió, o en tenien una que no s'expressava aparentment a través de l'art. Sobre l'assumpte del valor científic de la col·lecció, Jane E. Davis del diari Southern Workman escrigué que "no solament satisfà els requisits dels etnòlegs, sinó també els de l'artista. Ja ha estat utilitzada per científics per establir els orígens de la cultura de la tribu Bakuba".